# 百里奚
百里 奚（ひゃくり けい）は、中国春秋時代の秦の宰相。五羖大夫（ごこたいふ）または百里傒とも呼ばれる。孟明視の父。事績は『史記』及び『孟子』などの諸子の書に散見される。

## 放浪の旅
百里奚は楚の出身と言われているが、1世代前の時代に許の国に百里という名の大夫がいたことが『春秋左氏伝』に記されており、そこから百里奚の出身地は許との説もある。
その後、百里奚は斉へと向かうが、入国した後に飢えで倒れたところを斉の人の蹇叔に助けられる。そこで世話になった百里奚は、当時の斉公（桓公の兄の襄公か、従兄弟の公孫無知のいずれか）に仕官しようとするが、蹇叔に止められる。後に斉公は臣下に弑されたことから、百里奚は危機を上手く回避できたことになる。
次に百里奚は、周王朝の王子頽（恵王の叔父）に仕えようとするが、ここでも蹇叔に止められる。王子頽は紀元前675年に恵王を追い、一時的に王位に就くが、2年後の紀元前673年に敗死したため、ここでも百里奚は危機を回避できたのである。
その次に百里奚は、周王室に連なる虞（姫姓、文王の伯父・虞仲（雍）の系統）へと仕官しようとするが、ここでまた蹇叔に止められる。しかし百里奚は彼の諌めを聞かずに虞の大夫として仕官し、それ以降蹇叔とは音信不通になってしまう。

## 虞の大夫時代
紀元前655年冬に、晋の献公が虞侯に璧と名馬を贈り、虞の親戚に当たる霍（開祖は武王の異母弟の霍叔処）と虢（開祖は文王の弟の虢仲）を討伐する時にその街道を通過してよいかと虞侯に要求した。これに対し百里奚は、賢臣として名高い宮之奇と共に虞侯を諌めたが、虞侯は両人の耳を貸さずに、献公の要求に快く応じてしまう。
果たして献公は虢と霍を壊滅したその帰途に突如、虞を襲撃してこれを滅ぼして、虞侯を初めとして百里奚らを捕虜として、下僕とした（いわゆる仮道伐虢の故事）。まさに蹇叔が懸念した通りの事態に陥ってしまったのである。

## 下僕として秦に
百里奚はこれを嫌って国外へと逃亡し、楚で捕虜となった。穆公の家臣に見つけ出され、穆公は楚の里人に「私の家臣の百里奚を引き渡してもらいたい」と依頼し、メヒツジの皮5枚（五羖）を謝礼として里人に与えた。こうして百里奚は秦に連れ戻された。これに由来して百里奚は五羖大夫と号するようになった。

## 秦の宰相に
穆公は連れ戻された百里奚と国事について三日三晩語り合い、彼に国政をあずけることを決めた。百里奚は「わたしは亡国の家臣に過ぎません。宰相はご辞退したい」と言ったが、穆公は「虞が滅んだのはあなたの罪ではない、あなたの意見を取り上げない愚かな虞侯の責任だ」として、百里奚を宰相とした。ときに百里奚70余歳。
百里奚は徹底した徳政を行い、周辺諸国を慰撫する政策をとった。これにより周辺の10カ国が秦に服属することを申し出で、百里奚は文字通り千里（1国＝百里、10国＝千里）を拓き、国力を大いに増大させた。このことは、始皇帝の代に秦が中国を統一する基盤となった。
また清廉潔白で、冬でも外套を着ず、国内を巡察するときは衛兵に武器を持たせなかったという。更に百里奚は、彼がかつて世話になった親友の蹇叔の登用を穆公に薦め、それを受けて穆公は蹇叔を秦へと招聘し、上大夫とした。
穆公三十二年、秦の穆公が鄭国から内通する者の連絡を受け、百里奚の息子の孟明視を大将として出陣させた。しかし、百里奚・蹇叔は遠征に反対し、「遠征して勝てたためしがない」と泣いて止めたが、穆公は出撃させ、敗北した。
百里奚が宰相になったとき、すでに90歳を越えていたものと思われ、死んだときは100歳近かっただろうといわれる。死因は定かでないが、『史記』蒙恬伝に「蒙毅曰く『昔、わが秦の穆公は、三良（3人の立派な臣）を殺し（殉死させ）、百里奚を処罰されましたが、罪を犯したわけではありませんでした。それゆえ号（諡号）を繆（穆と同じ：誤ると同義）と申し上げるのです』」とあり、処刑された可能性を記している。穆公は過ちを認識し、それ故に子の孟明視を重用したとも考えられる。百里奚が没すると秦の男女はみな涙を流し、子供たちも歌声をあげなかったとされている。
子の孟明視や親友の蹇叔も百里奚の死後、宰相となって穆公をよく補佐した。孟明視は敗北を許され、後に晋を攻めて大勝した。『新唐書』宰相世系五下によれば、のちの秦の武安君白起は百里奚の子孫であり、更に白起の子孫からは唐の詩人白居易が出ているという。

## 百里奚を題材にした小説
- 宮城谷昌光「買われた宰相」『侠骨記』所収、講談社、1991年。ISBN 4-06-205200-8